# Gustav von Arnim (général, 1796)
Ne doit pas être confondu avec Gustav von Arnim (général, 1829).
Karl Gustav Theodor von Arnim (né le 1er mai 1796 à Brandebourg-sur-la-Havel et mort le 21 juin 1877 à Potsdam) est un général d'infanterie prussien qui joue un rôle clé dans la haute qualité de la formation des chasseurs et des carabiniers.

## Biographie

### Origine
Gustav von Arnim est le fils du major prussien Gustav Friedrich von Arnim (1767-1813) et de son épouse Auguste Wilhelmine Amalie, née von Arnim (1775-1829) de la branche de Brandenstein.

### Carrière militaire
Arnim s'inscrit pour la première fois à l'université de Berlin en 1813, puis rejoint le bataillon de chasseurs à pied de la Garde (de) de l'armée prussienne en tant que chasseur volontaire le 3 février 1813 et est nommé Portepeefähnrich le 12 octobre 1813. Pendant les guerres napoléoniennes, il participe aux batailles de Lützen, Bautzen, Brienne et Arcis-sur-Aube ainsi qu'au siège de Toul. Le 14 avril 1814, il est promu sous-lieutenant.
Après la guerre, Arnim est promu capitaine et commandant de compagnie à la mi-avril 1831. Le 30 mars 1840, il rejoint en tant que major le 31e régiment d'infanterie et est transféré au 2e régiment de grenadiers le 14 décembre 1841 en tant que commandant du bataillon de fusiliers. Le 27 mars 1847, il est nommé commandant du bataillon de tirailleurs de la Garde (de). À ce titre, il participe à la bataille de Schleswig en 1848 lors de la première guerre de Schleswig. Le 24 août 1848, il devient commandant du bataillon de chasseurs de la Garde et se voit en même temps chargé de s'occuper des affaires d'inspecteur pour l'inspection des chasseurs et des fusiliers. Le 8 mai 1849, il est nommé inspecteur et promu colonel à la mi-avril 1851. Le 26 octobre 1854, il est promu général de division et devient commandant de la 27e brigade d'infanterie (de). Cela est suivi d'un passage en tant que commandant du 7 mars 1857 au 2 juin 1858 de la 3e brigade d'infanterie de la Garde. À ce poste, Arnim reçoit le 21 septembre 1857 l'ordre de l'Aigle rouge de 2e classe avec épées sur l'anneau et le 24 octobre 1857 l'ordre de Saint-Stanislas de 2e classe. Le 3 juin 1858, il devient commandant de la 16e division d'infanterie à Trèves et promu lieutenant général le 22 novembre 1858. Le 19 octobre 1859, Arnim est chargé de diriger le 8e corps d'armée. Il est démis de ses fonctions le 27 novembre 1859 car il a pris le commandement de sa propre initiative après la mort du général von Hirschfeld. Comme cela aurait été la tâche du chef d'état-major, il reçoit une réprimande de la part du prince régent. Compte tenu de sa performance, cela n’a aucune autre conséquence.
Le 20 septembre 1861, il reçoit l'ordre de l'Aigle rouge, 1re classe avec épées sur l'anneau, et le 18 mars 1862, il reçoit la grand-croix de l'ordre de la Couronne de chêne. À l'occasion de son 50e anniversaire de service, il reçoit l'ordre de la Couronne de première classe, le 31 janvier 1863. Le 19 décembre 1863, Arnim est nommé pour gérer les affaires du commandement général du 4e corps d'armée. Il est ensuite muté parmi les officiers de l'armée le 9 janvier 1864, laissant sa position inchangée. Le 18 mars 1864, il est démis de ses fonctions, mais reste parmi les officiers de l'armée en tant que commandant de division, conservant ses responsabilités. Il est nommé le 26 novembre 1864 avec le caractère de général d'infanterie. En reconnaissance honorifique des services qu'il a rendus dans son précédent poste d'inspecteur pour la formation des chasseurs, Arnim est nommé 3e chasseur en chef. Il décède le 21 juin 1877 à Potsdam.

### Famille
Arnim se marie avec Albertine baronne von Montmartin (1797-1863), fille de Johann Ludwig Emil baron von Montmartin (mort en 1837), seigneur de Cummerow, le 11 juillet 1827 à Potsdam. Le couple a plusieurs enfants :
- Gustav (1829-1909), général d'infanterie prussien marié avec Elise Gumtau (1830-1914)
- Hélène (1830-1903) mariée en 1850 avec Carl Gustav Julius von der Lancken (de) (1812-1874)
- Albertine Elisabeth (1831-1877) mariée en 1849 avec Friedrich Wilhelm Heinrich von Berg (1817-1879)
- Bernhard (1833-1917), général de division prussien marié en 1861 avec Agnes von Jacobs (1843-1907)
- Cäcilie (1841-1927) mariée en 1863 avec Conrad baron Roth von Schreckenstein (de) (1829-1905), fils du général Ludwig Roth von Schockenstein